# Boueilh-Boueilho-Lasque
Boueilh-Boueilho-Lasque is een gemeente in het Franse departement Pyrénées-Atlantiques (regio Nouvelle-Aquitaine) en telt 336 inwoners (2004). De plaats maakt deel uit van het arrondissement Pau.

## Geografie
De oppervlakte van Boueilh-Boueilho-Lasque bedraagt 17,0 km², de bevolkingsdichtheid is 19,8 inwoners per km².
De onderstaande kaart toont de ligging van Boueilh-Boueilho-Lasque met de belangrijkste infrastructuur en aangrenzende gemeenten.

## Demografie
Onderstaande figuur toont het verloop van het inwonertal (bron: INSEE-tellingen).